# Рамесеум медицински папируси
Рамесеум медицински папируси  ово име су добило по томе што су откривени у великом храму Рамесеума. Они представљају колекцију древних египатских медицинских докумената који датирају из раног 18. века п. н. е. Укупно је пронађено 17 папируса, али је главни садржај концентрисан у деловима III, IV и V који су исписани у вертикалним колонама што је потпуно ново. Садрже одељке о болестима очију, мишића, тетивама дечјим и гинеколошким болестима.

## Значај
Прва цивилизација за коју се знало да је имала опсежно проучавање медицине и да је оставила писане записе о својој пракси и поступцима била је цивилизација старог Египта. Најстарији постојећи египатски медицински текстови су шест папируса из периода између 2000. п. н. е. и 1500. п.н.e.:
- Кахун медицински папирус,
- Рамесеум медицински папирус IV
- Рамесеум медицински папирус V,
- Хируршки папирус Едвина Смита,
- Еберсoв папирус,
- Херстов медицински папирус.

Ови текстови, од којих је већина заснована на старијим текстовима који датирају вероватно из 3000. године пре нове ере, релативно су слободни од магичаревог приступа лечењу болести. Египатска медицина је утицала на медицину суседних култура, укључујући културу античке Грчке. Из Грчке се њен утицај ширио даље, чиме је значајно утицао на западну цивилизацију.

## Историја
Када су 1896. године откривена гробница из касног средњег краљевства лоцирана испод каснијих складишта храма Рамесеума, култа Рамзеса II на Западној обали Нила у Теби, у ковчегу првобитног станара гробнице багери су откопали кутију пуну крхких рукописа.  Међу тим рукописима између 1895. и 1896. Британци Вилијам Флиндерс Петри и Џејмс Едвард Квибел нашли су медицинске папирусе из египатске тринаесте династије која је касније обновљена са храмом.
Британац Алан Хендерсон Гардинер је 1955. године објавио први комплетан превод у књизи „Папируси из Рамесеума“. Док је Британац Џон Винтур Болдвин Барнс 1956. године објавио транскрипцију хијероглифа са коментарима у књизи „Пет рамесеумских папируса“. 
Након конзервације од стране Хуга Ибшера у Берлину, Алан Гардинер је пописао рукописе на следећи начин:
1. једини сачувани примерак 'Сасобековог учења'
2. насумичне (?) дидактичке максиме
3. рецепте и загонетке за добро здравље
4. рецепти за добро здравље
5. рецепти за добро здравље
6. химне Собеку
7. погребне формуле
8. загонетке за добро здравље
9. загонетке за добро здравље
10. загонетке за добро здравље
11. загонетке за добро здравље
12. загонетке за добро здравље
13. загонетке за добро здравље, са списком од 77 дана за прочишћавање (за балзамовање?)
14. загонетке за добро здравље
15. загонетке за добро здравље
16. загонетке за добро здравље
17. клетве за добро здравље пет дана на крају године
18. административне депеше из тврђава у Нубији (као папирус Ц изнад, 'Семна депеше')

Поред папируса, кутија је садржавала „такође сноп пера од трске, дугачких 16 инча и пречника десетине инча“.

## Опште информације
Као и код већине древних египатских медицинских папируса, ови документи су се углавном бавили обољењима, болестима, структуром тела и предложеним лековима који се могу користити за лечење тегоба,  у офталмологији, гинекологији, у мишићима, тетивама и болестима код деце. То је једини добро познати папирус који их описује веома детаљно.  Највећи део текста писаног у познатим рукописима ове збирке налази се у 3, 4 и 5 делу, а писан је у вертикалним колонама.
Папирус 4  бави се питањима сличним  онима у Кахун гинеколошком папирусу, као што су порођај, заштита новорођенчета, начини предвиђања вероватноће његовог преживљавања и начини предвиђања ког ће пола бити новорођенче. Такође садржи формулу за контрацепцију.
Папирус 5 садржи бројне рецепте који се баве релаксацијом удова, написани хијероглифским писмом, а не хијератским писмом као што су били други медицински папируси.
Неки научници верују да рукопис такође потврђује вулканске падавине над Египтом, посебно оне  акон вулканске ерупције на острву Санторини током раног бронзаног доба. Слични описи се такође налазе у Лондонском папирусу, Херстовом папирусу и Карлсберговом папирусу VIII.